# System łączności pokładowej FONET

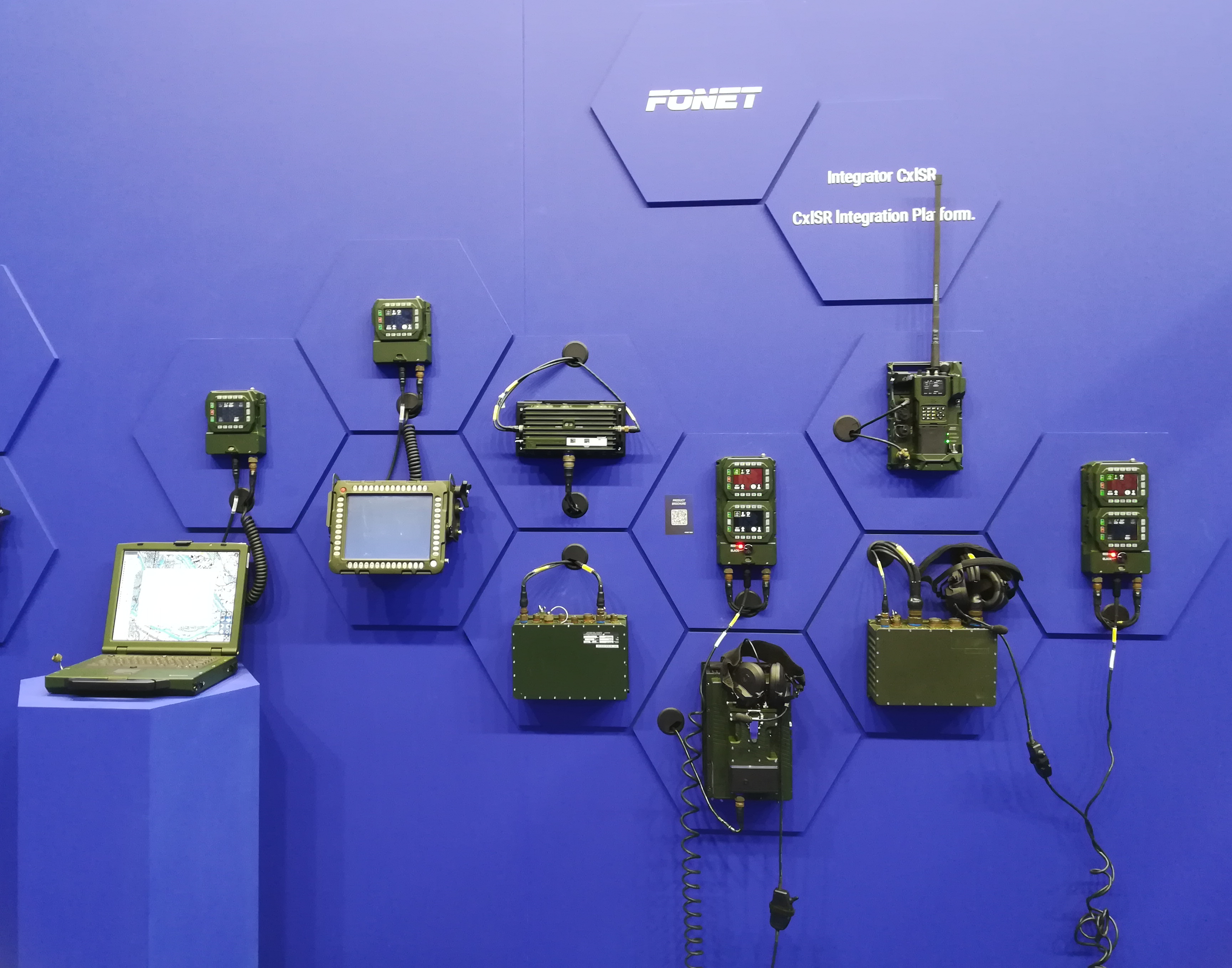
System FONET

System łączności pokładowej FONET – cyfrowy system łączności pokładowej stosowany w pojazdach Sił Zbrojnych Rzeczypospolitej Polskiej.

## Charakterystyka
Modułowy system łączności FONET zapewnia cyfrową łączność głosową w oparciu o środki łączności będące na wyposażeniu wozu bojowego. Integruje on wyposażenie elektroniczne pojazdu oraz steruje sieciami przewodowymi i radiowymi. Wozy bojowe wyposażone w ten system mogą pracować w zautomatyzowanych systemach dowodzenia lub kierowania ogniem. System pozwala włączać jego pojazdy w sieć informatyczną wymiany danych oraz łączności głosowej VolP.

## Cechy systemu
System FONET charakteryzuje się następującymi cechami:
- modułowa budowa,
- pełna programowa konfiguracja,
- cyfrowa komunikacja głosowa i wymiany danych pomiędzy pojedynczymi pojazdami,
- cyfrowa komunikacja głosowa i wymiany danych pomiędzy załogami wielu pojazdów,
- cyfrowe przetwarzanie mowy z redukcją szumów,
- adaptacyjne algorytmy tłumienia hałasu w każdym kanale fonicznym,

## Elementy systemu FONET
W skład systemu wchodzą:
- Urządzenie KOMUT-10TA
- Pulpit głośnikowy CZS-2GM
- Pulpit operatora CSZ -2FFS-FK
- Pulpit abonencki załogi CSZ-2FFS
- Pulpit abonencki końcowy CZS-2CS

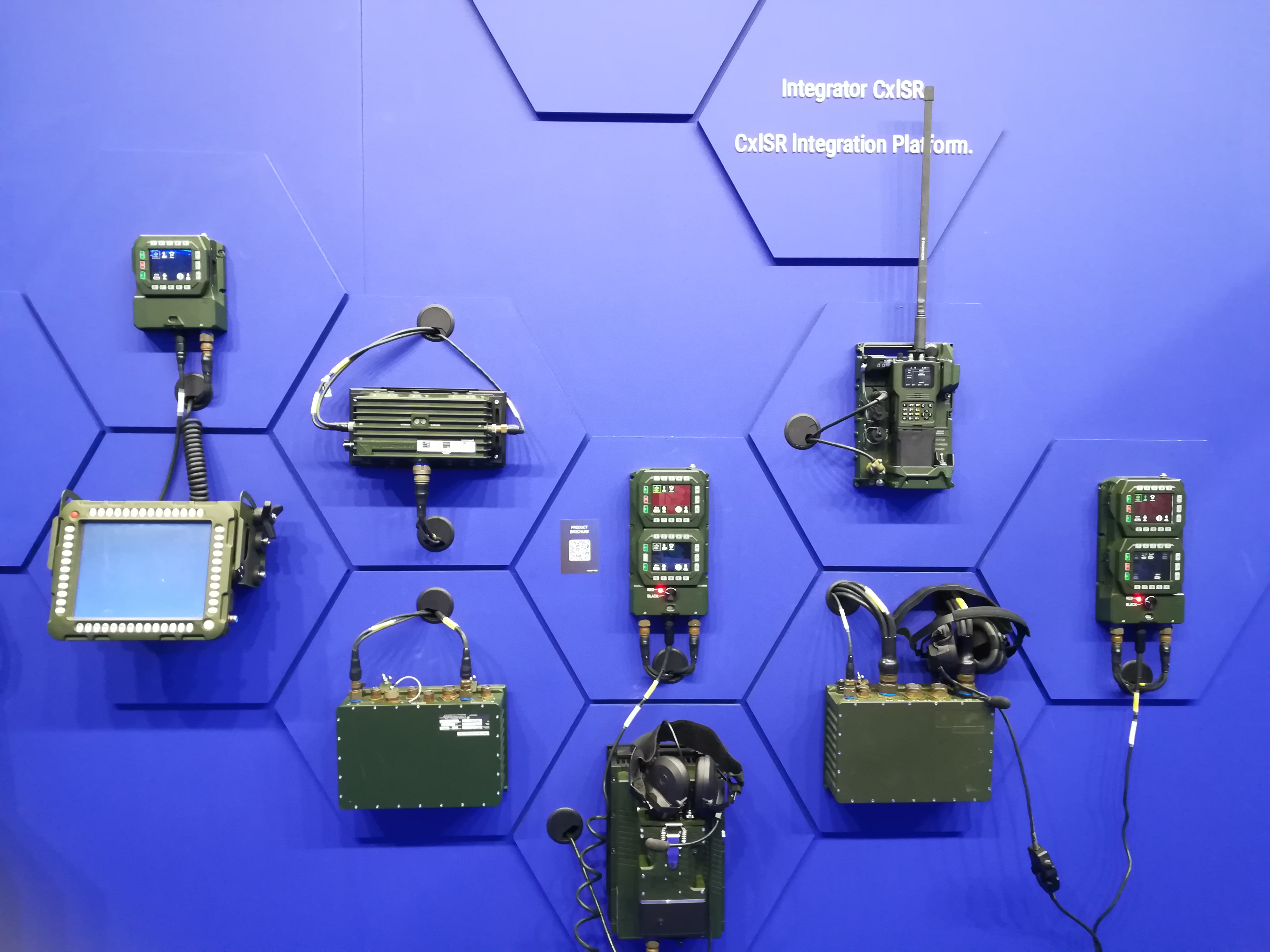
Elementy systemu

- Pulpit telefoniczny alarmowy CSZ-2TS-A
- Pulpit abonencki LIOD-F
- Pulpit radiowy CZS-2R-PNR
- Radiostacja osobista PNR-500
- Terminal DD 962OT
- Wyświetlacz obrazu DD 9620T-V